# Lockheed XB-30
Lockheed XB-30 (mã công ty L-249) là một thiết kế của hãng Lockheed về một loại máy bay ném bom hạng nặng cho Không quân Lục quân Hoa Kỳ.

## Tính năng kỹ chiến thuật
Đặc điểm tổng quát
- Kíp lái: 12
- Chiều dài: 104 ft 8 in (31,91 m)
- Sải cánh: 123 ft 0 in (37,50 m)
- Chiều cao: 23 ft 9 in (7,25 m)
- Diện tích cánh: 1.646 ft² (153 m²)
- Trọng lượng rỗng: 51.616 lb (23.462 kg)
- Trọng lượng có tải: 85.844 lb (39.020 kg)
- Trọng lượng cất cánh tối đa: 93.808 lb (42.640 kg)
- Động cơ: 4 × Wright R-3350-13, 2.200 hp (1.600 kW)  mỗi chiếc

 Hiệu suất bay 
- Vận tốc cực đại: 382 mph (615 km/h)
- Tầm bay: 5.333 mi (8.045 km)
- Trần bay: 17.832 ft (5.440 m)
- Vận tốc lên cao: ft/phút (m/s)
- Tải trên cánh: 52 lb/ft² (255 kg/m²)
- Công suất/trọng lượng: 0,10 hp/lb (170 W/kg)

Trang bị vũ khí

- Súng: 

  - 10× súng máy.50 in (12.7 mm)
  - 1× pháo 20 mm
- Bom: 16.000 lb